# Psoralea divaricata
Psoralea divaricata är en ärtväxtart som beskrevs av Carl Ludwig von Willdenow. Psoralea divaricata ingår i släktet Psoralea och familjen ärtväxter. Inga underarter finns listade i Catalogue of Life.